# Oberea silhetica
Oberea silhetica là một loài bọ cánh cứng trong họ Cerambycidae.